# Шевчук Юрій Степанович
Юрій Степанович Шевчук (нар. 6 травня 1985, Новоград-Волинський, Житомирська область, УРСР) — український футболіст, воротар. З 2017 року — граючий тренер воротарів.

## Життєпис
Перші тренери — Руслан Скидан та Валерій Близниченко. У дитячо-юнацькій футбольній лізі України виступав за «Полісся» (Житомир) та УФК (Львів). Професіональну кар'єру розпочав у клубі «Галичина-Карпати», після грав за «Карпати-2». Влітку 2006 року перейшов у тернопільську «Ниву». З 2007 по 2008 рік виступав за нижчолігові словацькі клуби «Одева» (Ліпани) та «Бодва».
У 2008 році перейшов у клуб «Львів» вільним агентом. У Прем'єр-лізі дебютував 9 листопада 2008 року в матчі проти київського «Динамо» (1:0). За підсумками сезону 2008/09 років «Львів» залишив вищий дивізіон, а Шевчук провів всього 2 матчі у «вишці» та 9 матчів у молодіжній першості. У сезоні 2009/10 років виступав за фарм-клуб «Львова», «Львів-2» у другій лізі чемпіонату України й зіграв у 4 матчі, пропустив 9 м'ячів, у Кубку української ліги провів 2 матчі. За «Львів» загалом провів 8 матчів, в яких пропустив 9 м'ячів.
У 2011 році виступав за аматорську команду «Самбір» у чемпіонаті Львівської області. У 2012 році перейшов в інший клуб, «Рух» з міста Винники. Разом з командою став чемпіоном і володарем Кубка Львівської області у 2012 році, а також став переможцем Меморіалу Ернеста Юста. У чемпіонаті Львівської області у 2012 році він зіграв в 17 матчах, в яких пропустив 16 м'ячів.
1 липня 2023 року увійшов до тренерського штабу рівненського «Вереса» під керівництвом Сергія Лавриненка.